# Erich Gysling

Erich Gysling in den 1980er-Jahren

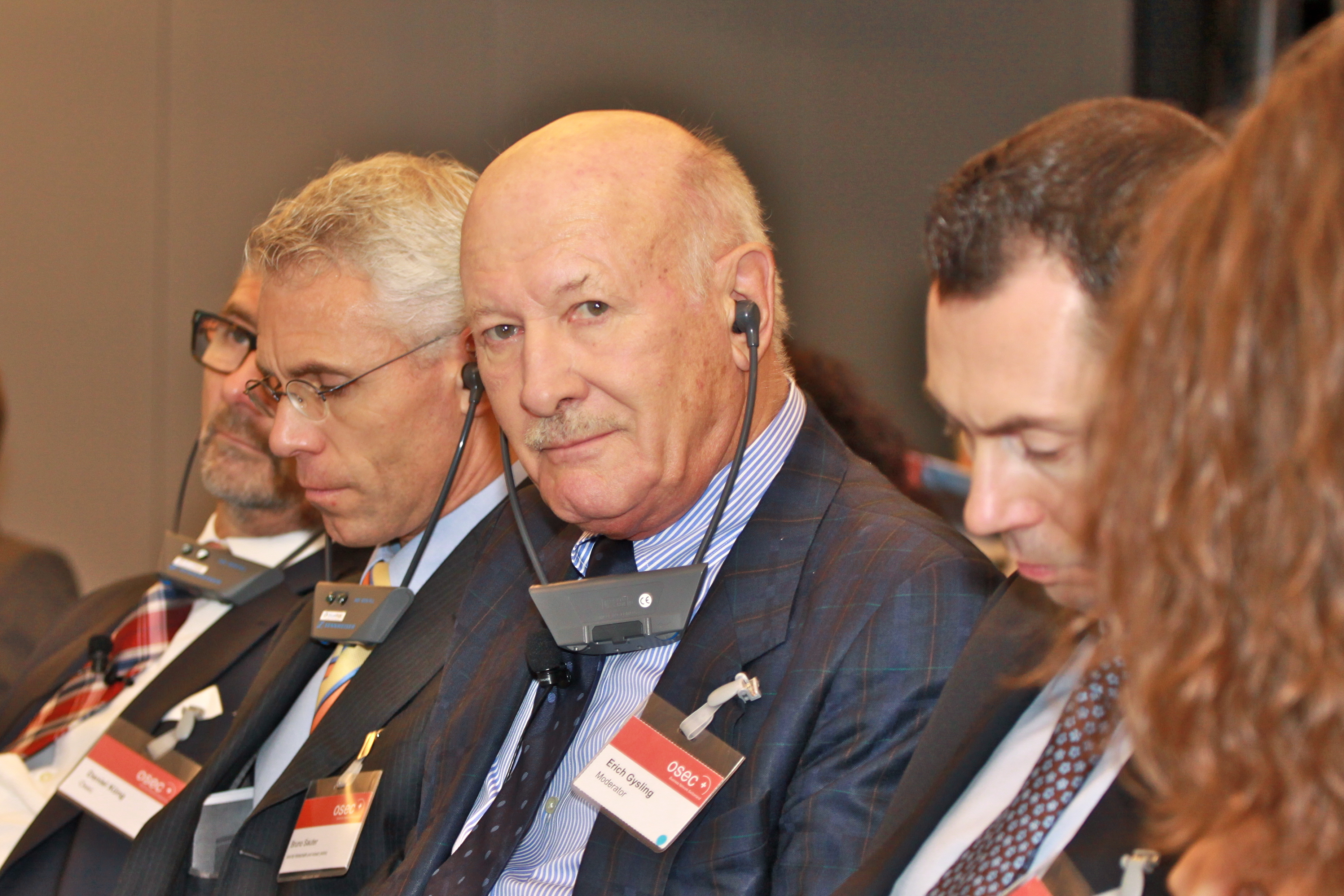
Erich Gysling (Mitte, 2010)

Erich Gysling (* 17. Juli 1936 in Zürich) ist ein Schweizer Journalist, Publizist und Autor.

## Leben
Erich Gysling besuchte die Schulen in Zürich und studierte in Wien Kulturgeschichte. Als Journalist war er für die Tageszeitung Düsseldorfer Mittag und den Radio-Sender RIAS tätig, dann für die Tagesschau des Schweizer Fernsehens. 1964 wurde er Leiter der Tagesschau-Redaktion, 1968 war er Mitbegründer der Sendung Rundschau.
Ab 1972 leitete er für zehn Jahre die Ausland-Redaktion der Weltwoche, kehrte dann zehn Jahre später zum Schweizer Fernsehen zurück. 1985 übernahm er dort die neugeschaffene Funktion des Chefredaktors und gleichzeitig des Leiters der Tagesschau, wobei er auch Moderator der Hauptausgabe war. 1990 übernahm Gysling die Leitung der Rundschau. Von 1994 bis 1996 war er Chefkommentator für politische Ereignisse. Seither arbeitet er freiberuflich, etwa als Moderator und Redaktor der Sendung Standpunkte für NZZ-Presse-TV, als Vortragsredner, Reiseführer oder als Kommentator und Diskussionsteilnehmer für zahlreiche Medien. Er war auch Chefredaktor des Jahrbuches Weltrundschau.
Gysling absolvierte während der journalistischen Karriere ein Arabisch-Studium und verfasste, nach intensiver Beschäftigung mit dem nahöstlichen Raum, drei Bücher über dieses Thema. Er gilt auch als Kenner der osteuropäischen Staaten. Er war von 2001 bis 2014 Präsident des Vereins Forum Ost-West. Er beherrscht zwölf Sprachen, darunter Arabisch, Farsi und Kisuaheli, zumindest auf dem Niveau, dass er ein Alltagsgespräch führen kann.
Er war mit der Kunsthistorikerin Erika Billeter (* 1927; † 2011) verheiratet.

## Werke
- Magnetfeld der Ungleichen: Amerika – Europa. Edition Interfrom (Texte + Thesen 55), Zürich 1974
- Arabiens Uhren gehen anders. Eigendynamik und Weltpolitik in Nahost. Edition Interfrom (Texte + Thesen 149), Zürich 1982
- Zerreissprobe in Nahost. Menschen – Schicksale – Traditionen. Benziger, Zürich/Köln 1986
- Krisenherd Nahost. Ein aktueller Dialog (mit Arnold Hottinger). NZZ, Zürich 1991
- Stunde der Wahrheit für die Schweiz. Erich Gysling im Gespräch mit Flavio Cotti. Universitätsverlag, Fribourg 1992, ISBN 3-7278-0824-1
- 1945 – die Schweiz im Friedensjahr (mit Mario König und Michael T. Ganz). Silva, Zürich 1995